# جورج س. ماكغي
جورج س. ماكغي (بالإنجليزية: George C. McGhee)‏ هو دبلوماسي أمريكي، ولد في 10 مارس 1912 في واكو في الولايات المتحدة، وتوفي في 4 يوليو 2005 في ليسبورغ في الولايات المتحدة بسبب ذات الرئة.

## وصلات خارجية
- جورج س. ماكغي على موقع مونزينجر (الألمانية)
- جورج س. ماكغي على موقع إن إن دي بي (الإنجليزية)